# 15. stoletje pr. n. št.
Petnajsto stoletje pr. n. št. obsega leta od 1500 pr. n. št. do vključno 1401 pr. n. št.

## Kronologija
Kronologija 15. stoletja pr. n. št. zajema pregled najpomembnejših svetovnih dogodkov v tem stoletju.

## Glavni dogodki
- Minojsko civilizacijo je okoli leta 1450 pr. n. št. uničil izbruh vulkana in potres na otokuTheri.
- Po vulkanskem izbruhu na Theri je kretska civilizacija spet oživela in se še naprej širila v Grčijo.
- Mitanni, kraljestvo arijskih Hurrijcev v severni Mezopotaniji, je okoli leta 1440 pr. n. št. osvojila Asirijo in postala Egiptu enakovredna vojaška sila.

## Umetnost in arhitektura
- Minojska kultura doseže svoj vrhunec, njen vpliv se širi v Grčijo, zlasti v Mikene. Ljubezen Minojcev do prikazovanja narave v umetnosti ponazarjajo živahne freske v palačah, pa tudi v enkratnih delih, kot je poslikana rakev iz apnenca, nastala okoli leta 1450 pr. n. št., iz Hagie Triade na Kreti.

## Glasba
- Bambusna kultura v jugovzhodni Aziji je razvila nenavadno glasbo, v kateri so se mešali zvoki pihal, kot so flavte, in tolkal v obliki bambusnih ksilofonov.

## Znanost in tehnologija
- Egiptovska vodna ura iz obdobja okoli leta 1400 pr. n. št. je imela posode v obliki veder, iz katerih je voda odtekala skozi majhne luknje v dnu. Časovne enote pa so bile označene na notranji strani posod.
- Matematika se je verjetno razvila iz linearnih meritev, ki so bile potrebne pri delitvi zemlje v Egiptu in Mezopotamiji. Meritve so opravljali v enotah, ki so temeljile na delih telesa; npr. egiptovski vatel je segal od komolca do konca prstov.